# ترانزیت نفتی در ایران
قاچاق نفت در ایران تحت تأثیر عواملی مانند تحریم‌های بین‌المللی علیه نفت خام ایرانی و تفاوت‌های قیمت قابل توجه سوخت با کشورهای همسایه است. این شرایط باعث ایجاد تجارت غیرقانونی رونق در نفت خام و سوخت‌های تصفیه شده شده است. عملیات قاچاق از ترافیک سوخت در مقیاس کوچک از طریق خشکی تا طرح‌های پیچیده جهانی شامل ناوگان تانکرها متغیر است. این گزارش روندها و آمارهای اخیر، روش‌ها و مسیرهای استفاده شده، بازیگران کلیدی دخیل، پاسخ دولت ایران، تأثیرات اقتصادی، پیامدهای ژئوپلیتیکی و نقاط داغ قاچاق نفت در داخل و اطراف ایران را بررسی می‌کند.

## روندها و آمارهای اخیر
علیرغم تحریم‌های ایالات متحده، صادرات نفت خام ایران در سال‌های ۱۴۰۱ و ۱۴۰۲ افزایش یافته است، عمدتاً از طریق کانال‌های پنهان. تخمین‌های اداره اطلاعات انرژی ایالات متحده نشان می‌دهد که ایران در سال‌های ۱۴۰۱ و ۱۴۰۲ حدود ۵۳ تا ۵۴ میلیارد دلار سالانه از صادرات نفت به دست آورده است.
از نظر حجم، صادرات ایران در سال ۱۴۰۲ به طور متوسط حدود ۱.۴ میلیون بشکه در روز بوده است، که بالاترین میزان از سال ۱۳۹۷ تاکنون است.گروه نظارتی "متحدان علیه ایران هسته‌ای" ۵۳۳ میلیون بشکه صادراتی را در سال ۱۴۰۲ پیگیری کرده است، که افزایش ۲۷ درصدی نسبت به ۴۲۰ میلیون بشکه در سال ۱۴۰۱ نشان می‌دهد.
چین خریدار غالب (بیش از ۸۰٪ از نفت ایران) است، در حالی که سایر محموله‌ها به سوریه، امارات متحده عربی و ونزوئلا ارسال می‌شود.این تجارت پنهانی نفت در حال رونق، نشان‌دهنده افزایش چشمگیر قاچاق نفت تحریم‌شده ایرانی در سال‌های ۱۴۰۳-۱۴۰۲ است.
در عین حال، ایران با قاچاق گسترده سوخت‌های یارانه‌ای (مانند بنزین و گازوئیل) به خارج از کشور روبه‌رو است. مقامات ایرانی افزایش چشمگیر این جریان غیرقانونی را تأیید کرده‌اند. در اواخر سال ۱۴۰۳، یک مقام ریاست جمهوری ایران اظهار داشت که روزانه بین ۲۰ تا ۳۰ میلیون لیتر سوخت از ایران قاچاق می‌شود و آن را یک "فاجعه" اقتصادی نامید.
اوایل سال ۱۴۰۳، یکی از اعضای اتاق بازرگانی ایران تخمین زد که روزانه ۱۲ میلیون لیتر سوخت از ایران خارج می‌شود که ارزش آن حدود ۴ میلیارد دلار در سال است (که حدود ۳.۵ میلیارد دلار آن سود خالص قاچاقچیان می‌باشد).این نشان‌دهنده حجم عظیمی است.
برای درک بهتر، ۱۲ تا ۳۰ میلیون لیتر معادل تقریبا ۷۵,۰۰۰ تا ۱۹۰,۰۰۰ بشکه سوخت در روز است. چنین قاچاقی شکاف بین تولید سوخت داخلی گزارش‌شده و مصرف واقعی ایجاد می‌کند. به عنوان مثال، مصرف بنزین داخلی ایران در سال ۱۴۰۲ به طور متوسط ۱۲۴ میلیون لیتر در روز بود، اما در مارس ۱۴۰۴ به یک رکورد ۱۴۴ میلیون لیتر در یک روز رسید، که افزایش تقاضا تا حدی به قاچاق مرزی ناشی از قیمت‌های ارزان نسبت داده می‌شود.
به طور کلی، مقامات تخمین می‌زنند که سالانه بیش از ۳ میلیارد دلار از یارانه‌های سوختی به دلیل قاچاق از دست می‌رود، که فشار زیادی بر اقتصاد ایران وارد می‌کند.
در یک کنفرانس خبری در تاریخ ۲۴ مارس ۲۰۲۵، وزیر نفت عراق، حیان عبدالغنی، ایران را به استفاده از اسناد جعلی عراقی برای قاچاق نفت و فرار از تحریم‌های بین‌المللی متهم کرد. این جعل‌ها پس از آن آشکار شد که تانکرهای نفتی توسط نیروی دریایی ایالات متحده در خلیج فارس توقیف شدند. اسناد حمل و نقل به عنوان اسناد جعلی شناسایی شدند،  وزیر نفت ایران این اتهامات را رد کرد.
رویترز در دسامبر ۲۰۲۴ گزارش داد که یک شبکه پیچیده قاچاق نفت در عراق ممکن است سالانه بیش از یک میلیارد دلار درآمد برای ایران ایجاد کند. روش‌های این شبکه قاچاق شامل ترکیب نفت ایرانی و عراقی برای فروش به‌عنوان نفت خالص عراقی در بازارهای بین‌المللی یا فروش مجدد نفتی است که به شدت توسط دولت عراق یارانه داده شده و برای صنایع عراقی در نظر گرفته شده است. عراق تمایلی به مقابله با قاچاق ندارد، زیرا رهبران آن، از جمله نخست‌وزیر کنونی محمد شیاع السودانی، به شدت به حمایت از گروه‌های شبه‌نظامی شیعه تحت حمایت ایران که نقشی اساسی در عملیات‌های قاچاق دارند، وابسته‌اند.

## روش‌ها و مسیرهای قاچاق
قاچاق نفت و سوخت در ایران از طریق روش‌ها و مسیرهای متعددی صورت می‌گیرد که شامل مرزهای زمینی، مسیرهای دریایی و حتی اتصالات غیرقانونی لوله‌کشی می‌شود. قاچاقچیان تکنیک‌های هوشمندانه‌ای را برای انتقال نفت به طور پنهانی توسعه داده‌اند:

### مسیرهای زمینی
مرزهای زمینی نفوذپذیر امکان قاچاق سوخت به مقیاس وسیع از طریق کامیون‌ها و وسایل نقلیه دیگر را فراهم می‌کنند. هر روز هزاران تانکر سوخت و وانت، دیزل و بنزین ایرانی را به کشورهای همسایه مانند پاکستان، افغانستان و عراق منتقل می‌کنند.به عنوان مثال، مقامات پاکستانی گزارش می‌دهند که روزانه حدود ۲,۰۰۰ وسیله نقلیه سوخت ایرانی را به پاکستان منتقل می‌کنند که تا ۳۵٪ از عرضه دیزل پاکستان را تشکیل می‌دهد.
قاچاقچیان از شکاف‌های قیمت‌های زیاد سوء استفاده می‌کنند: سوخت یارانه‌ای ایران (دیزل با قیمت تقریباً ۰.۱۲ دلار به ازای هر لیتر) به مراتب ارزان‌تر از افغانستان یا پاکستان است (جایی که قیمت‌ها بیش از ۱ دلار به ازای هر لیتر است).این موضوع انگیزه قوی‌ای برای خرید سوخت ارزان در ایران و حمل آن از طریق مرزها برای فروش مجدد ایجاد می‌کند.
مسیرهای زمینی معمول شامل مرز جنوب‌شرقی با پاکستان (از طریق سیستان و بلوچستان به بلوچستان پاکستان) و مسیرهایی به استان‌های غربی افغانستان است. قاچاقچیان در این مناطق اغلب به صورت کاروانی فعالیت می‌کنند و مقیاس این تجارت آنقدر بزرگ است که در استان بلوچستان پاکستان حدود ۲.۴ میلیون نفر به تجارت سوخت قاچاق برای امرار معاش وابسته هستند.
قاچاق در مقیاس کوچکتر همچنین به سمت غرب به عراق و ترکیه انجام می‌شود. به عنوان مثال، دیزل ایرانی به استان وان در شرق ترکیه حمل می‌شود، جایی که برای کالاها مبادله می‌شود. در مناطق کردستان شمال‌غربی ایران، تانکرها به طور غیرقانونی نفت خام را از منطقه کردستان عراق به ایران حمل کرده‌اند تا از کنترل‌های فدرال عراق فرار کنند، به ویژه پس از بسته شدن لوله‌کش در سال ۱۴۰۲.

## مسیرهای دریایی (تانکرهای اشباح)
بخشی قابل توجه از نفت خام ایرانی از طریق دریا با استفاده از "ناوگان اشباح" تانکرهای نفتی قدیمی که به طور پنهانی فعالیت می‌کنند، قاچاق می‌شود.
یک تانکر نفتی قدیمی با پرچم خارجی، مشابه تانکرهای موجود در "ناوگان اشباح" ایران که برای انتقال پنهانی نفت تحریمی استفاده می‌شوند. ایران تاکتیک‌های پیچیده‌ای برای پنهان کردن منبع نفت خود در دریا توسعه داده است. تانکرهای مرتبط با ایران به طور معمول سیستم‌های شناسایی خودکار (AIS) را غیرفعال می‌کنند، انتقالات کشتی به کشتی را در آب‌های آزاد انجام می‌دهند و حتی اسناد جعل کرده و کشتی‌ها را دوباره رنگ‌آمیزی می‌کنند تا هویت‌های جعلی به خود بگیرند.
ایمیل‌های فاش شده از یک شبکه حمل‌ونقل ایرانی (با کد نام "Sahara Thunder") دستورالعمل‌هایی را فاش کرد که به منظور اجتناب از هرگونه نشانه ایرانی و دریافت گواهی‌نامه‌های جعلی مبدأ برای جا زدن نفت خام ایرانی به عنوان نفتی از منابع دیگر صادر شده بود. این ناوگان پنهان به سرعت رشد کرده است. UANI بیش از ۴۷۷ تانکر را که در قاچاق نفت ایرانی در اواخر سال ۱۴۰۳ (۲۰۲۴ میلادی) درگیر بودند شناسایی کرده است، که در همان سال ۱۳۲ کشتی جدید به این ناوگان اضافه شده‌اند.
این کشتی‌ها معمولاً پرچم‌های راحتی (مانند پاناما، تانزانیا و غیره) را به اهتزاز درمی‌آورند و اغلب نام‌های خود را تغییر می‌دهند. آنها سفرهای پیچیده‌ای را انجام می‌دهند: به عنوان مثال، نفت خام ایرانی گاهی اوقات ابتدا به مالزی یا امارات متحده عربی ارسال می‌شود، مخلوط یا بازبرندگذاری می‌شود، و سپس دوباره به خریداران در چین (بزرگترین مشتری به طور قابل توجهی) صادر می‌شود.
کشتی‌های کوچکتر بین ایران و مراکز اصلی حرکت می‌کنند، جایی که نفت از کشتی‌های کوچک به تانکرهای بزرگ‌تر برای حمل و نقل مسافت‌های طولانی تخلیه می‌شود. در یکی از طرح‌های مستند شده، یک تانکر بزرگ به عنوان نقطه جمع‌آوری دریاچه‌ای در خلیج فارس عمل کرده است، از جایی که نفت از طریق بیش از ۶۰ انتقال جداگانه به کشتی‌های دیگر منتقل می‌شد تا به خریداران نهایی برسد.قاچاقچیان حتی نام کشتی‌ها را دوباره رنگ‌آمیزی کرده‌اند (برای مثال، تانکری به نام "Remy" که تحت نام جعلی "Deep Ocean" فعالیت می‌کند) تا از شناسایی جلوگیری کنند.علاوه بر نفت خام، ایران همچنین به طور پنهانی نفت سوخت تصفیه‌شده (برای مثال، مازوت) را از طریق دریا صادر می‌کند. در سال‌های اخیر، به طور متوسط حدود ۲۳۰,۰۰۰ بشکه نفت سوخت در روز، اغلب به آسیا صادر می‌شود.
لوله‌کشی و زیرساخت‌های ثابت: در حالی که کمتر از قاچاق از طریق جاده یا دریا رایج است، مقامات لوله‌کشی‌های غیرقانونی و عملیات‌های برداشت غیرمجاز را که برای سرقت یا جابجایی سوخت استفاده می‌شوند، کشف کرده‌اند. در استان هرمزگان ایران (که نقطه داغ قاچاق است)، پلیس یک لوله‌کشی مخفی به طول ۷۰۰ متر را در جزیره قشم در سال ۱۴۰۲ کشف کرد که برای انتقال سوخت از ساحل به کشتی‌های کوچک برای قاچاق استفاده می‌شد.
لوله‌کشی مخفی دیگری در منطقه بندرعباس پیدا شد، که نشان‌دهنده تلاش‌های سازمان‌یافته برای سرقت سوخت و دور زدن ایستگاه‌های بازرسی جاده‌ای است.قاچاقچیان همچنین از زیرساخت‌های رسمی نفت بهره‌برداری کرده‌اند، برای مثال با کشیدن سوخت به طور غیرقانونی از لوله‌های انتقال یا مخازن ذخیره‌سازی در مناطق مرزی. در منطقه مرزی کردستان، برخی گزارش‌ها نشان می‌دهند که از شیرهای لوله‌کشی یا اتصالات شیلنگ مستقیم برای بارگیری سریع نفت خام قاچاق از مرز ایران و عراق استفاده شده است. این روش‌ها، اگرچه خطرناک‌تر هستند، امکان جابجایی مقادیر زیادی سوخت به دور از دید را فراهم می‌کنند. علاوه بر این، برخی از لوله‌کش‌های رسمی و تعویض‌ها برای معاملات در بازار سیاه بهره‌برداری شده‌اند (برای مثال نفتی که از عراق به ایران برای "تصفیه" ارسال می‌شود و سپس فروخته می‌شود). در مجموع، قاچاق از طریق لوله‌کشی یک بخش کوچک‌تر است، اما خلاقیت شبکه‌های قاچاق را در بهره‌برداری از زیرساخت‌ها برجسته می‌کند.

## بازیگران و شبکه‌های درگیر

### بازیگران داخلی
در داخل ایران، ترکیبی از بازیگران، از حمل‌کنندگان سوخت فقیر فردی تا مقامات قدرتمند، در قاچاق نفت نقش دارند. در سطوح پایین‌تر، هزاران ایرانی عادی در استان‌های مرزی به قاچاق سوخت به عنوان راهی برای بقا در شرایط فقر و بیکاری بالا مشغول هستند. این "سوخت‌برها" (حمل‌کنندگان سوخت) با وانت یا موتورسیکلت‌های پر از بشکه‌های بنزین/دیزل از نقاط مرزی دورافتاده عبور می‌کنند. بسیاری از آنها معیشت پرخطر دارند و در هنگام حمل سوخت در جاده‌های فرعی با حوادث یا تیراندازی مواجه می‌شوند.
با این حال، مقیاس وسیع قاچاق (ده‌ها میلیون لیتر در روز) نشان‌دهنده دخالت شبکه‌های به خوبی سازمان‌یافته است. سپاه پاسداران انقلاب اسلامی ایران بارها در مرکز عملیات‌های قاچاق سوخت در مقیاس بزرگ قرار گرفته است. گزارشی تحقیقی در ژانویه ۱۴۰۰ نشان داد که سپاه پاسداران در حال هماهنگی حلقه‌های بزرگ قاچاق سوخت است و از کنترل خود بر امنیت مرزی و انبارهای نفت بهره‌برداری می‌کند.
مقامات ایرانی به طور ضمنی به فساد و تبانی اذعان کرده‌اند؛ حتی یک روزنامه دولتی نیز اعتراف کرد که برخی از افراد داخلی دولت ممکن است در تسهیل قاچاق نقش داشته باشند.
گفته می‌شود که سپاه پاسداران انقلاب اسلامی یا شرکت‌های وابسته به آن سوخت یارانه‌ای را به بازار سیاه منحرف می‌کنند، با استفاده از کاروان‌های تانکرهای نفتی که مردم عادی قادر به عملیات بدون نظارت بر آن‌ها نیستند.
در تجارت نفت خام تحریمی، نهادهای دولتی مانند شرکت ملی نفت ایران (NIOC) و شرکت‌های سایه‌ای (مانند شرکت "Sahara Thunder" مستقر در تهران) مسئول مدیریت لجستیک هستند. این نهادها اغلب به عنوان پوشش برای دولت یا سپاه پاسداران انقلاب اسلامی عمل می‌کنند و معاملات با خریداران خارجی را ترتیب داده و تانکرهای "اشباح" را قرارداد می‌کنند.

## شبکه‌های بین‌المللی
قاچاق نفت از ایران فراتر از مرزهای آن گسترش یافته و شامل شبکه‌های فراملی و تسهیل‌کنندگان خارجی است. در سمت دریافت‌کننده، خریداران خارجی و واسطه‌ها آگاهانه نفت ایرانی را با تخفیف خریداری می‌کنند. به عنوان مثال، تعدادی از پالایشگاه‌های مستقل کوچک چینی ("چای‌خوری‌ها") تبدیل به خریداران اصلی نفت خام تحریمی ایران شدند، که جذب تخفیف‌های ۱۰ تا ۳۰ دلار به ازای هر بشکه شدند.
این خریداران اغلب از طریق واسطه‌ها در امارات متحده عربی، مالزی یا سنگاپور فعالیت می‌کنند که به پنهان کردن منبع نفت کمک می‌کنند. یک ناوگان از شرکت‌های حمل‌ونقل بین‌المللی، که اغلب در کشورهایی مانند پاناما، جزایر مارشال یا هنگ کنگ ثبت شده‌اند، ستون فقرات قاچاق دریایی را تشکیل می‌دهند و تانکرها را تأمین کرده و مدارک جعلی می‌سازند. برخی کشتی‌ها متعلق به شرکت‌های پوششی مرتبط با ایران هستند، در حالی که سایرین فقط به طور سودآور برای انجام ریسک پرداخت می‌شوند. دستگاه‌های اطلاعاتی گزارش داده‌اند که صدها تانکر با پرچم خارجی اکنون در حمل نفت ایرانی در نقض تحریم‌ها مشارکت دارند.
علاوه بر این، شبکه‌های قاچاق منطقه‌ای نقش مهمی دارند، به‌ویژه برای سوخت‌های تصفیه‌شده. در پاکستان و افغانستان، کارتل‌های محلی و حتی گروه‌های شورشی از توزیع سوخت ایرانی سود می‌برند. یک گزارش اطلاعاتی فاش‌شده پاکستانی در سال ۱۴۰۳ (۲۰۲۴ میلادی) نشان داد که قاچاق در مرز ایران و پاکستان به شدت سازمان‌یافته است، به‌طوری‌که جوامع و کسب‌وکارهای کامل در زنجیره تأمین ادغام شده‌اند.
این شبکه آن‌چنان ریشه‌دار بود که مقامات پاکستانی از این نگرانی داشتند که هرگونه برخورد شدید ممکن است اقتصاد بلوچستان را بی‌ثبات کند. در خاورمیانه، گروه‌های شبه‌نظامی متحد ایران نیز از این وضعیت بهره می‌برند: یک تحقیق اخیر نشان داد که شبه‌نظامی عراقی «عصائب اهل الحق» (AAH) نقشی مرکزی در طرحی داشت که نفت گاز عراق را منحرف کرده و سپس آن را به خارج فروخته تا سالانه حدود ۱ میلیارد دلار برای ایران و عواملش تولید کند.
آن عملیات شامل شرکت‌ها و افرادی از سراسر عراق، ایران و کشورهای خلیج فارس بود که برای قاچاق نفت سنگین به آسیا با هم همکاری می‌کردند.

### پاسخ و اجرای دولت ایران
دولت ایران به طور علنی قاچاق سوخت را محکوم کرده و اقدامات مختلفی از جمله اجرایی، قانونی و اداری را برای مبارزه با آن اتخاذ کرده است. عملیات‌های اجرایی افزایش یافته‌اند، به ویژه توسط نیروی دریایی سپاه پاسداران انقلاب اسلامی و مرزبانی. مقامات ایرانی به طور مکرر از کشف سوخت‌های قاچاق و دستگیری قاچاقچیان خبر می‌دهند.
چنین یورش‌هایی در خلیج فارس (که معمولاً قایق‌های دَهو یا تانکرهای کوچک در حال حرکت به سمت امارات یا عمان هدف قرار می‌دهند) به طور منظم در رسانه‌های ایرانی اعلام می‌شود. در خشکی، پلیس و گشت‌های مرزی ادعا می‌کنند که هزاران لیتر سوخت از قاچاقچیان ضبط کرده و شیرهای غیرقانونی خطوط لوله را کشف می‌کنند.به عنوان مثال، مقامات هرمزگان در اواخر سال ۱۴۰۲ یک خط لوله پنهان مورد استفاده برای دزدی دیزل را شناسایی و منهدم کردند.
دولت همچنین گشت‌های مرزی را افزایش داده و ایست‌های بازرسی در جاده‌های اصلی راه‌اندازی کرده است تا تانکرهای سوختی که بیش از حد مجاز حمل می‌کنند را شناسایی کند. این اقدامات اجرایی، هرچند قابل توجه هستند، احتمالاً تنها بخش کوچکی از حجم کل سوخت قاچاق شده را شناسایی می‌کنند.

#### اقدامات قانونی و اداری
ایران تلاش کرده تا کنترل توزیع سوخت را برای کاهش نشت سوخت تقویت کند. سیستم کارت هوشمند سهمیه‌بندی سوخت دوباره معرفی شد (پس از اعتراضات سراسری در سال ۱۳۹۸ که قیمت سوخت افزایش یافت). هر خودرو سهمیه‌ای از سوخت یارانه‌ای دارد؛ خرید بیشتر نیاز به پرداخت قیمت بالاتری دارد. هدف از این اقدام محدود کردن سوخت اضافی است که قاچاقچیان می‌توانند به قیمت پایین خریداری کنند. در سال‌های ۱۴۰۲-۱۴۰۳، مقامات برنامه‌هایی برای "نظارت هوشمند" بر زنجیره تأمین نفت با استفاده از ردیابی دیجیتال اعلام کردند. در فوریه ۱۴۰۴، شرکت ملی پالایش و پخش فرآورده‌های نفتی ایران سیستم نظارت در زمان واقعی را با استفاده از اینترنت اشیا (IoT) و هوش مصنوعی (AI) برای ردیابی سوخت از پالایشگاه‌ها تا پمپ بنزین‌ها رونمایی کرد. هدف این است که جریان‌های غیرعادی و سرقت شناسایی شوند و بدین ترتیب راه‌های قاچاق مسدود گردد. اقدامات فناورانه مانند علامت‌گذاری سوخت‌ها با ردیاب‌های شیمیایی یا استفاده از GPS بر روی تانکرهای سوخت نیز مورد بحث قرار گرفته است.
رهبران ارشد به طور عمومی شدت مشکل را پذیرفته‌اند، که این نشان‌دهنده اراده سیاسی (حداقل به طور بیانی) برای رسیدگی به آن است. در دسامبر ۱۴۰۳، رئیس‌جمهور ایران (در اعترافی نادر) قاچاق روزانه ده‌ها میلیون لیتر سوخت را "غیرقابل قبول" خواند و از چگونگی وقوع چنین سرقتی زمانی که تولید و توزیع تحت کنترل دولت است، سوال کرد.
این نوع بیانیه‌های سطح بالا نشان می‌دهد که دولت ممکن است نظارت سخت‌گیرانه‌تری بر نهادهای درگیر در قاچاق اعمال کند. ایران حتی تمایل خود به همکاری منطقه‌ای را نشان داده است. به عنوان مثال، هماهنگی با نیروهای امنیتی پاکستان که در سال ۱۴۰۲ عملیات مقابله با قاچاق را آغاز کردند.
با این حال، ناظران اشاره می‌کنند که اجرای قانون ناهماهنگ است: در حالی که اغلب قاچاقچیان سطح پایین هدف قرار می‌گیرند، اجرای قانون ممکن است سست یا به طور انتخابی اعمال شود اگر گروه‌های قدرتمند (مانند سپاه پاسداران انقلاب اسلامی یا نخبگان محلی) درگیر باشند.

#### تأثیر بر اقتصاد ایران
قاچاق نفت تاثیرات اقتصادی مستقیم و غیرمستقیمی بر ایران دارد.

#### درآمدهای از دست رفته و هزینه‌های یارانه
زمانی که نفت خام به صورت غیررسمی به منظور دور زدن تحریم‌ها فروخته می‌شود، ایران اغلب باید تخفیف‌های زیادی ارائه دهد و به واسطه‌ها وابسته باشد، به این معنی که ایران به ازای هر بشکه کمتر از آنچه که از فروش رسمی به دست می‌آورد، درآمد کسب می‌کند. طبق یک برآورد، ایران به خریداران تخفیف ۱۰ تا ۲۰ دلار برای هر بشکه نفت دور زده‌شده از تحریم‌ها می‌دهد، که در حجم‌های صدها میلیون بشکه می‌تواند به میلیاردها دلار درآمد از دست رفته تبدیل شود.
علاوه بر این، برخی از عواید فروش‌های نفتی مخفیانه به دلیل تحریم‌ها به صورت نقدی بازگشت داده نمی‌شود. در عوض، ایران ممکن است پرداخت‌ها را به صورت کالا دریافت کند یا وجوه را در حساب‌های محدود واریز نماید، که این امر منافع اقتصادی را محدود می‌کند. در جبهه داخلی، قاچاق سوخت یارانه‌ای بار مستقیمی بر بودجه ایران است. ایران به عنوان نتیجه‌ای از یارانه‌های دولتی و ارز ضعیف، برخی از ارزان‌ترین بنزین و گازوئیل جهان را به مردم خود ارائه می‌دهد.وقتی که تا ۲۰٪ از تولید روزانه سوخت ایران توسط قاچاقچیان دزدیده می‌شود.
دولت در واقع مصرف کشورهای همسایه را حمایت می‌کند. اتاق بازرگانی ایران برآورد کرده است که به دلیل قاچاق سوخت، سالانه ۳ تا ۴ میلیارد دلار خسارت از نظر ارزش یارانه‌ای که از کشور خارج می‌شود، وارد می‌شود.این پولی است که دولت برای ارزان نگه داشتن سوخت می‌پردازد، اما هیچ‌گاه به نفع شهروندان یا صنعت ایران نیست. این امر همچنین به از دست رفتن درآمدهای مالیاتی منجر می‌شود، زیرا صادرات سوخت در بازار سیاه مالیات نمی‌دهد (برای مثال، دولت پاکستان سالانه بیش از ۸۰۰ میلیون دلار از دست می‌دهد به دلیل ورود سوخت ایرانی به بازار خود).

#### فشار بر بازارهای داخلی
قاچاق، تأمین سوخت داخلی ایران را مختل کرده و می‌تواند باعث کمبودهای محلی شود. انحراف میلیون‌ها لیتر سوخت در روز به این معنی است که سوخت کمتری برای مصرف قانونی در دسترس است، و این امر ایران را مجبور می‌کند که گاهی اوقات بنزین وارد کند علیرغم اینکه خود یک تولیدکننده نفت است.در سال ۱۴۰۲، با افزایش مصرف، ایران شروع به خرید بنزین خارجی برای تأمین تقاضا کرد. مقامات عمدتاً کمبود نفت را به قاچاق مرزی نسبت دادند، مشکلی که در سال‌های اخیر به دلیل قیمت‌های یارانه‌ای سنگین که قاچاق از مرزها را تشویق کرده، تشدید شده است.
این وضعیت معکوس وضعیت چند سال پیش است که ایران خودکفا بود یا حتی صادرکننده برخی از فرآورده‌های نفتی تصفیه‌شده بود. قاچاق همچنین بازار داخلی را دچار اختلال می‌کند: این امر دزدی و فساد را در طول زنجیره تأمین تشویق می‌کند و پمپ بنزین‌های قانونی نزدیک به مناطق مرزی ممکن است با کمبود سوخت مواجه شوند یا در فروش‌های سیاه مشارکت کنند. صنایع و کشاورزان ایرانی از کمبود سوخت با قیمت یارانه‌ای شکایت کرده‌اند زیرا قاچاقچیان سوخت‌ها را برای صادرات منحرف می‌کنند.
علاوه بر این، تلاش دولت برای مقابله با قاچاق از طریق سهمیه‌بندی سوخت هزینه‌های اجتماعی دارد؛ افزایش‌های قبلی قیمت سوخت به منظور کاهش خسارت یارانه‌ها (مانند آبان ۱۳۹۸) اعتراضات گسترده و تورم را به همراه داشت. بنابراین، رژیم در وضعیت دشواری قرار دارد؛ افزایش قیمت‌ها برای مقابله با قاچاق می‌تواند پول صرفه‌جویی کند و انگیزه قاچاق را کاهش دهد، اما خطر واکنش عمومی را به همراه دارد. در همین حال، سوخت قاچاق ارزان به نفع مصرف‌کنندگان خارجی به ضرر ایران است: برای مثال، کامیون‌داران پاکستانی از گازوئیل ارزان ایرانی بهره‌مند می‌شوند که عملاً انتقال ارزش از مالیات‌دهندگان ایرانی به پاکستانی‌ها است.

### پیامدهای ژئوپولیتیکی
قاچاق نفت در ایران ابعاد ژئوپولیتیکی دارد و با سیاست تحریم‌ها، روابط منطقه‌ای و دینامیک‌های تجارت بین‌المللی در هم تنیده است.

#### دور زدن تحریم‌ها و تنش‌های آمریکا-ایران
صادرات مخفیانه نفت ایران به طور مستقیم تحریم‌های تحت رهبری آمریکا که هدف آن فشار بر تهران است را تضعیف می‌کند. موفقیت ایران در انتقال بیش از یک میلیون بشکه نفت در روز از کشور، تأثیر کمپین "فشار حداکثری" را کاهش داده است.
این موضوع به نقطه اختلافی در دیپلماسی بین‌المللی تبدیل شده است. به عنوان مثال، مقامات آمریکایی در برخی مواقع اجرای تحریم‌ها را تشدید کرده‌اند که منجر به درگیری‌های دریایی شده است. در سال ۱۴۰۲، نیروی دریایی آمریکا و وزارت دادگستری چندین محموله نفت ایرانی را که به سمت آسیا قاچاق می‌شدند (به ویژه پرونده تانکر «سوئز راجان») توقیف کردند که باعث خشم تهران شد. ایران با آزار و اذیت یا توقیف موقت تانکرهای تجاری در منطقه خلیج فارس به این اقدام واکنش نشان داد، که این امر خطرات امنیتی برای کشتیرانی جهانی ایجاد کرد. بنابراین، قاچاق سوخت به جو "جنگ تانکرها" در خلیج فارس دامن می‌زند، جایی که نیروهای ایرانی و ناوهای جنگی غربی بازی موش و گربه انجام می‌دهند. علاوه بر این، با توجه به اینکه پیش‌بینی می‌شود تحریم‌ها دوباره تشدید شوند (برای مثال، در صورت تغییر احتمالی در دولت آمریکا)، وابستگی شدید ایران به قاچاق می‌تواند تلاش‌های بازدارنده تهاجمی‌تری از سوی کشورهای غربی به همراه داشته باشد. این دینامیک بر بازارهای جهانی نفت تأثیر می‌گذارد – اجرای تحریم‌ها معمولاً صادرات پنهان ایران را کاهش می‌دهد (همانطور که در اواخر سال ۱۴۰۳ مشاهده شد که صادرات ایران به کمتر از ۱.۳ میلیون بشکه در روز رسید پس از اخبار فشارهای جدید آمریکا)، که می‌تواند عرضه را تنگ کرده و قیمت‌ها را افزایش دهد.برعکس، اجرای ملایم‌تر تحریم‌ها اجازه می‌دهد نفت بیشتری از ایران وارد بازار شود، که بر محاسبات قیمت نفت جهانی و تصمیمات تولید اوپک+ تأثیر می‌گذارد.

#### تأمین مالی متحدان منطقه‌ای و درگیری‌ها
قاچاق منابع مالی لازم را برای تهران فراهم می‌کند تا متحدان منطقه‌ای و نیروهای نیابتی خود را تأمین مالی کند، که بر امنیت خاورمیانه تأثیر می‌گذارد. بخش زیادی از درآمد حاصل از فروش نفت غیررسمی ایران به گروه‌هایی مانند نیروی قدس سپاه پاسداران انقلاب اسلامی، حزب‌الله، رژیم بشار اسد در سوریه و شبه‌نظامیان شیعه عراقی اختصاص می‌یابد.
برای مثال، تأمین مالی حزب‌الله تا حدی به سوخت ارزان ایرانی وابسته بوده است (در سال ۱۴۰۰ گزارش‌هایی از ارسال سوخت تحریمی ایرانی به لبنان از طریق سوریه وجود داشت). در سوریه، تحویل‌های پنهانی نفت ایران (حدود ۵۰,۰۰۰ بشکه در روز به سواحل سوریه) دولت اسد را در طول جنگ داخلی سرپا نگه داشت.
مخالفان ایران استدلال می‌کنند که با دور زدن تحریم‌ها و فروش نفت، تهران جریان درآمدی برای فعالیت‌های بی‌ثبات‌کننده منطقه‌ای ایجاد می‌کند. علاوه بر این، شبکه پیچیده قاچاق نفت در عراق (که شامل شبه‌نظامیان مانند عصائب اهل حق است) با فراهم کردن درآمد مستقل برای گروه‌های هم‌راستا با ایران، به تقویت این گروه‌ها در عراق کمک کرده است.این موضوع می‌تواند تعادل قدرت‌ها در بغداد را تغییر دهد و روابط آمریکا و عراق را پیچیده‌تر کند. واکنش کشورهای خلیج فارس متنوع است: برخی مانند امارات متحده عربی، به عنوان نقاط ترانزیتی برای نفت ایرانی عمل کرده‌اند (با گزارش‌هایی از نفت خام ایرانی که به عنوان نفت از منابع دیگر معرفی شده و در خلیج فارس فروخته می‌شود)، که روابط اقتصادی پنهانی بین ایران و همسایگان عرب خود ایجاد می‌کند. اما در عین حال، کشورهای خلیج فارس و اسرائیل، دور زدن تحریم‌ها توسط ایران را به عنوان عاملی برای تقویت افراط‌گرایی منطقه‌ای تهران می‌بینند. نفت قاچاقی ایرانی همچنین به ونزوئلا راه پیدا کرده است (ایران میعانات گازی را با نفت خام ونزوئلا مبادله کرد، که به هر دو کشور تحریمی کمک می‌کند)، که محور همکاری کشورهای تحریمی را نشان می‌دهد – یک اتحاد ژئوپولیتیکی که از طریق تجارت غیرقانونی نفت شکل گرفته است.

### تأثیر بر تجارت و دیپلماسی بین‌المللی
قاچاق نفت ایران تغییراتی در شیوه‌های دریانوردی بین‌المللی و تعاملات دیپلماتیک ایجاد کرده است. استفاده از اسناد حمل و نقل جعلی و تقلب در سیستم شناسایی خودکار کشتی‌ها (AIS) توسط تانکرهای ایرانی موجب توجه نظارتی جهانی شده است – سازمان‌هایی مانند سازمان بین‌المللی دریانوردی (IMO) درباره وضع قوانین سخت‌گیرانه‌تر در خصوص دستکاری AIS به دلیل این مشکل بحث کرده‌اند. کشورهای مانند پاناما و تانزانیا که پرچم‌های آن‌ها به طور مکرر توسط ناوگان "روح" ایران استفاده می‌شد، تحت فشار آمریکا قرار گرفته‌اند تا کشتی‌های درگیر در دور زدن تحریم‌ها را از پرچم خود پایین بیاورند.
در سال ۱۴۰۲، بیش از ۳۰۰ کشتی تجاری به دلیل ارتباط با تجارت نفت ایران ثبت پرچم خود را از دست دادند، که تقاطع نادری از ژئوپولیتیک و قوانین دریانوردی است. قاچاق همچنین به موضوعی دیپلماتیک بین ایران و همسایگانش تبدیل شده است. ایران به طور دوره‌ای با پاکستان مذاکره کرده است تا برخی از تجارت سوخت را به صورت رسمی تنظیم کند (برای مثال، پیشنهاد بازارهای مرزی قانونی یا مبادله سوخت با کالاها) تا قاچاق غیرقانونی را کاهش داده و روابط اقتصادی دوجانبه را بهبود بخشد – با این حال، این تلاش‌ها موفقیت محدودی داشته‌اند. در داخل اوپک، صادرات اعلام‌نشده ایران سیستم‌های سهمیه‌بندی و روابط با کشورهایی مانند عربستان سعودی را پیچیده کرده است، که در سال ۱۴۰۲ به منظور تثبیت بازار، تولید خود را کاهش دادند در حالی که صادرات پنهان ایران افزایش یافت.

### مناطق داغ قاچاق در منطقه
برخی از مناطق و نواحی مرزی ایران به دلیل موقعیت جغرافیایی و شرایط اقتصادی، به مراکز مشهور قاچاق نفت و سوخت تبدیل شده‌اند. موارد زیر نقاط داغ کلیدی هستند:
سیستان و بلوچستان (مرز جنوب‌شرقی ایران): این استان فقیر که مرز مشترک با پاکستان و افغانستان دارد، یکی از مسیرهای اصلی قاچاق سوخت است. هزاران لیتر دیزل و بنزین به طور روزانه از مرزهای نزدیک به زاهدان، میرجاوه و دیگر نقاط عبوری به بلوچستان پاکستان منتقل می‌شود.
قاچاق در این منطقه به دلیل تفاوت‌های شدید قیمت و نیاز جمعیت محلی به درآمد صورت می‌گیرد. کاروان‌های طولانی از کامیون‌های پیکاپ که بشکه‌های پلاستیکی سوخت را حمل می‌کنند، منظره‌ای معمول در جاده‌های خاکی به سمت شرق هستند. مرز ایران و افغانستان (مثلاً از طریق منطقه سیستان به سمت نیمروز افغانستان) نیز شاهد جریان‌های قابل توجهی از سوخت ایرانی است. مقامات سیستان و بلوچستان را به عنوان یکی از استان‌های اصلی متاثر از شبکه‌های قاچاق سوخت ذکر کرده‌اند.
استان خوزستان (جنوب غرب ایران، مرز عراق): خوزستان، منطقه اصلی تولید نفت ایران، مرزهایی با عراق جنوبی (استان بصره) و ساحلی در شمال خلیج فارس دارد. این استان مدت‌هاست که مسیر قاچاق محصولات نفتی بوده است. دیزل و دیگر سوخت‌های پالایش شده اغلب با کامیون از مرز به عراق یا به بنادر در مسیر آبی شط العرب منتقل می‌شوند. حلقه‌های قاچاق به زیرساخت‌های نفتی منطقه دسترسی دارند – مواردی از برداشت‌های غیرقانونی از خطوط لوله نزدیک به آبادان و اروند برای استخراج سوخت گزارش شده است. نزدیکی این استان به عراق، جایی که قیمت سوخت بالاتر است، قاچاقچیان را به این منطقه جذب می‌کند. مقامات ایرانی به طور خاص خوزستان را در میان استان‌های سخت‌ترین تاثیر گرفته از قاچاق سوخت ذکر کرده‌اند.
مرز کردستان (غرب و شمال غرب ایران): مناطق مرزی غربی، از جمله بخش‌هایی از استان‌های کرمانشاه، کردستان و آذربایجان غربی، مسیرهای فعال قاچاق هستند. در اینجا، قاچاق به صورت دوطرفه است: سوخت پالایش شده ایرانی به عراق (منطقه کردستان) قاچاق می‌شود و در برخی مواقع نفت خام از کردستان عراق به ایران قاچاق می‌شود. پس از توقف خط لوله رسمی عراق-ترکیه در سال ۱۴۰۲، تخمین زده می‌شود که ۲۰۰,۰۰۰ بشکه در روز نفت خام کردی از طریق مسیرهای غیررسمی حمل شود، که بخش عمده‌ای از آن به ایران برای پالایش یا صادرات وارد می‌شود.
مرزهایی مانند باشماخ و پرویزخان شاهد تردد سنگین کامیون‌ها هستند که بیشتر از تجارت مستند است، که نشان‌دهنده قاچاق نفت/سوخت است. زمین‌، که کوه‌های ناهموار دارد، به طور تاریخی به پناهگاهی برای قاچاقچیان تبدیل شده است (مردم محلی به حاملان کم‌درآمد به عنوان "کلبار" اشاره می‌کنند که کالاها از جمله سوخت را به صورت پیاده حمل می‌کنند). هم‌مرزی کردستان ایران با اقلیم کردستان عراق و ترکیه به این معنی است که سوخت قاچاقی ایرانی می‌تواند به ترکیه شرقی نیز برسد. در واقع، مقامات ایرانی به مسیرهایی اشاره کرده‌اند که به استان وان ترکیه برای قاچاق دیزل منتهی می‌شوند. بنابراین، منطقه مرزی کردستان همچنان به عنوان یک نقطه داغ بحرانی (اگرچه کم‌تر گزارش شده) برای انتقال غیرقانونی نفت به داخل یا خارج از ایران باقی می‌ماند.
مرز شرقی با افغانستان: مرز شرقی ایران با افغانستان (فراتر از سیستان و بلوچستان تا استان خراسان جنوبی) یکی دیگر از مناطق قاچاق سوخت است. افغانستان، به‌ویژه تحت حکومت طالبان، تقاضای بالایی برای سوخت دارد و ظرفیت پالایش محدودی دارد، بنابراین بنزین و دیزل ارزان ایرانی مورد تقاضا هستند. قاچاقچیان سوخت را با کامیون‌های تانکر حمل می‌کنند یا حتی خودروها را با مخازن اضافی سوخت تغییر می‌دهند تا از گذرگاه‌هایی مانند اسلام‌قلعه (هرات) و زرنج (نیمروز) عبور دهند. شهرهای افغانستان نزدیک به ایران گزارش‌هایی از سوخت ایرانی در دسترس برای فروش داده‌اند که این مسیرها را تایید می‌کند. در حالی که حجم دقیق قاچاق‌ها نامشخص است، قاچاق به افغانستان احتمالاً بخشی از ۲۰ تا ۳۰ میلیون لیتر سوختی را که روزانه از ایران خارج می‌شود، تشکیل می‌دهد. مقامات ایرانی افغانستان را به عنوان مقصد رایج دیزل قاچاقی ذکر کرده‌اند.

### قاچاق نفت و سپاه پاسداران انقلاب اسلامی
مقامات امنیتی غربی و منابع داخلی ایران گزارش می‌دهند که سپاه پاسداران انقلاب اسلامی اکنون تا ۵۰٪ از کل نفتی که از ایران خارج می‌شود را کنترل می‌کند.از نظر عملی، سپاه پاسداران انقلاب اسلامی (IRGC) کنترل خود بر بخش نفت را گسترش داده است، از نظارت بر ناوگان تانکرهای مخفی گرفته تا اداره شرکت‌های پوششی که نفت خام را به خارج از کشور می‌فروشند.
نیروی قدس سپاه پاسداران انقلاب اسلامی، شاخه عملیات خارجی آن، حتی از سال ۱۳۹۲ محموله‌های نفتی به جای پول نقد از دولت ایران دریافت کرد، که این امر نشان‌دهنده یک تصمیم سیاسی برای اجازه دادن به سپاه پاسداران برای کسب بودجه خود از طریق فروش نفت بود.
بر اساس گفته‌های یک مقام سابق آمریکایی، زمانی که تحریم‌ها دوباره اعمال شد و شرکت ملی نفت ایران (NIOC) در فروش قانونی نفت با مشکلاتی مواجه شد، عوامل سپاه پاسداران انقلاب اسلامی که در قاچاق ماهر بودند، وارد عمل شدند تا نفت را به طور غیرقانونی جابجا کنند.امروز، تسلط سپاه پاسداران انقلاب اسلامی (IRGC) در قاچاق نفت بی‌سابقه است. شبکه‌های وابسته به سپاه گزارش شده که همه‌چیز را از تأمین عرضه نفت خام تا ترتیب حمل و نقل و پرداخت از طریق کانال‌های پنهان مدیریت می‌کنند.
این "اقتصاد سایه" به طور مستقیم سپاه پاسداران انقلاب اسلامی (IRGC) را ثروتمند می‌کند. درآمدهای نفتی اکنون معمولاً بین شرکت نفتی رسمی و کانال‌های سپاه تقسیم می‌شود؛ یک منبع اشاره کرده است که درآمدهای صادراتی تقریباً به طور مساوی بین بخش تجاری شرکت ملی نفت ایران (NIOC) و شبکه‌های سپاه پاسداران تقسیم می‌شود.سپاه پاسداران انقلاب اسلامی (IRGC) نفت را با تخفیف (چند دلار کمتر در هر بشکه) نسبت به نفت رسمی ایران می‌فروشد، و این تخفیف به خریداران برای جبران ریسک قانونی همکاری با یک سازمان تروریستی که از سوی ایالات متحده تعیین شده است، ارائه می‌شود.
از طریق این فروش‌ها که تحریم‌ها را نقض می‌کنند، سپاه پاسداران انقلاب اسلامی (IRGC) درآمد قابل توجهی ایجاد کرده است که به تأمین مالی عملیات و نیروهای نیابتی‌اش کمک می‌کند. اطلاعات نشان می‌دهد که میلیون‌ها دلار از طریق این توافقات نفتی به پروژه‌های نیروی قدس و شبه‌نظامیان متحد مانند حزب‌الله منتقل شده است.